# Estadio Municipal Rolando Cortés Dubó
El Estadio Municipal Rolando Cortés Dubó es el principal reducto deportivo de la ciudad de Mejillones, Región de Antofagasta Chile. Fue inaugurado en 1972, respondiendo a la necesidad de los habitantes de la pequeña comuna.
En abril del año 2007, la Municipalidad remodeló el recinto, incorporando una moderna cancha de césped artificial, marcador electrónico, iluminación, caseta para transmisiones, camarines de 260 m² y 1120 butacas. Fue reinaugurado el 26 de agosto de 2008, con un partido amistoso entre las selecciones Sub 20 de Chile y Bolivia.
En sus dependencias hace de local el Club Deportivo Municipal Mejillones.
Durante principios del año 2015 fue utilizado por el Club de Deportes Antofagasta, debido a los trabajos de cuidado y mantenimiento que se estaban llevando a cabo en la cancha del Estadio Calvo y Bascuñán de Antofagasta, por lo que se jugaron partidos de Primera División y de Copa Chile en dicho recinto.